# Tren ligero de Xalapa
El Tren Ligero Urbano de la Región Capital, conocido coloquialmente como Tren ligero de Xalapa fue un proyecto de un sistema de transporte colectivo ferroviario metropolitano que buscó mejorar la movilidad de la zona metropolitana de Xalapa, la región capital del estado de Veracruz de Ignacio de la Llave, organizado por la Secretaría de Infraestructura, Comunicaciones y Transportes, Agencia Reguladora del Transporte Ferroviario y el Gobierno del Estado y comenzando los estudios del proyecto desde octubre de 2019. Sería construido sobre una vías de tren ya existentes y que atraviesan la ciudad.

## Historia
A través de la CONAGO, el gobernador de Veracruz, Cuitláhuac García Jiménez, propuso al presidente Andrés Manuel López Obrador la construcción de un tren ligero en la capital del estado para expandir el plan ferroviario y mejorar la movilidad, tendrá un costo aproximado de 3 mil millones de pesos. Se planea que tenga una longitud de 15.3 km y 12 estaciones.
A finales de febrero de 2021 el gobernador anunció que el proyecto se había retrasado debido a la pandemia de COVID-19, aunque a principios de marzo el mismo gobernador anunció que el tren seguiría en marcha, intentando terminar los trabajos en 2024 y evitar dejar obras inconclusas.
Sin embargo la obra había sido cancelada, por "falta de tiempo", como también la falta de inversión de empresas y del gobierno 